# Aristida denudata
Aristida denudata är en gräsart som beskrevs av Pilg.. Aristida denudata ingår i släktet Aristida och familjen gräs.
Artens utbredningsområde är Zambia. Inga underarter finns listade i Catalogue of Life.